# Lawrence Beesley
Lawrence Beesley (Derbyshire, 1877. december 31. – London, 1967. február 14.) a Duwley College fizikatanára, a Titanic egyik másodosztályú utasa, író.

## Élete
Derbyshire-ban született, a Derby iskolában tanítóként kezdte, majd 1903-ban első-osztályú diplomát szerzett. Első feleségétől két gyermeke volt.

## A Titanicon
Mr. Beesley a Titanicon a másodosztályra szerzett jegyet, Southamptonban szállt fel, a D fedélzeten kapott helyet. Amikor a hajó összeütközött a jégheggyel, érezte a reccsenést. Pár perccel később megállított egy stewardot, hogy megkérdezze, mi történt, de az csak annyit válaszolt, hogy semmi. Lawrence a 13-as csónakban menekült meg, emlékezete szerint a csónakra majdnem rádőlt a szomszédos, 15-ös csónak, amelyet ugyanakkor eresztettek le.

## A későbbiekben
Beesley néhány hónappal később egy sikeres könyvet adott ki, Loss of Titanic néven. A könyvben beszámol a hajóról szerzett tapasztalataival. 1957-ben Beesley részt vett a Night To Remember előkészületén, egy Titanicról szóló filmben.
Lawrence 1967-ben halt meg, 89 esztendősen.

## Fordítás
- Ez a szócikk részben vagy egészben  a   Lawrence_Beesley című angol Wikipédia-szócikk fordításán alapul.  Az eredeti cikk szerkesztőit annak laptörténete sorolja fel. Ez a jelzés csupán a megfogalmazás eredetét és a szerzői jogokat jelzi, nem szolgál a cikkben szereplő információk forrásmegjelöléseként.